# Alexandre Skirda
Alexandre Skirda é um historiador e tradutor, especializando-se no movimento revolucionário anarquista russo. Ele nasceu em 1942, filho de pai ucraniano e mãe russa. Suas obras foram escritas originalmente em francês.
Escreveu com detalhes sobre Nestor Makhno e o Exército Negro da Ucrânia.

## Obra
Obras escritas em frances:
- Kronstadt 1921: prolétariat contre bolchévisme, Tête de feuille, Paris, 1971, 271 p. (ISBN 2-84621-002-0)
- Les Anarchistes dans la Révolution russe, Tête de feuilles, Paris, 1973, 186 p.
- Autonomie individuelle et force collective: les anarchistes et l’organisation de Proudhon à nos jours, Publico, Skirda, Spartacus, 1987, 365 p. (ISBN 2-9502130-0-6)
- Nestor Makhno: le cosaque libertaire, 1888–1934; La Guerre civile en Ukraine, 1917–1921, Éd. de Paris, Paris, 1999, 491 p. (ISBN 2-905291-87-7)
- Les Anarchistes russes, les soviets et la révolution de 1917, Éd. de Paris, Paris, 2000, 348 p. (ISBN 2-84621-002-0)